# Droga wojewódzka 718
Die Droga wojewódzka 718 (DW 718) ist eine zwölf Kilometer lange Droga wojewódzka (Woiwodschaftsstraße) in der polnischen Woiwodschaft Masowien, die Pruszków mit Borzęcin Duży verbindet. Die Strecke liegt im Powiat Pruszkowski und im Powiat Warszawski Zachodni.

## Streckenverlauf
Woiwodschaft Masowien, Powiat Pruszkowski
-  Pruszków (A 2, DW 701, DW 719, DW 760)

Woiwodschaft Masowien, Powiat Warszawski Zachodni
- Ołtarzew
-  Ożarów Mazowiecki (DK 92, DW 701, DW 735)
- Kaputy
- Umiastów
-  Borzęcin Duży (DW 580)